# Campanula decumbens
Campanula decumbens es una planta de la familia de las campanuláceas.

## Descripción
Es una planta anual, con tallos que alcanzan un tamaño de hasta 40 cm de altura, ascendentes, generalmente ramificados. Las hojas basales y caulinares inferiores suborbiculares, espatuladas u oblongas, pecioladas; las caulinares medias y superiores oblongas u ovadas, obtusas, generalmente sentadas, enteras o ligeramente crenadas. Las flores de 15-16 mm, solitarias. Los frutos en cápsulas subesféricas a obcónicas, erectas, dehiscentes. Semillas  oblongoideas. Florece y fructifica de junio a julio.

## Distribución
Se encuentra sobre suelos calcáreos. Rara. Endémica del E, C y S de España, en la Subbética, Grazalema. 

## Taxonomía
Campanula decumbens fue descrita por Alphonse Pyrame de Candolle y publicado en Monographie des Campanulées 334, t. 11. 1830.
Etimología
Campanula: nombre genérico diminutivo del término latíno campana, que significa "pequeña campana", aludiendo a la forma de las flores.
decumbens: epíteto latino que significa "decumbente, rastrera".
Sinonimia
- Campanula dieckii Lange
- Campanula neglecta Schult.
- Campanula patula var. decumbens (A.DC.) Cuatrec.
- Campanula patula var. neglecta A.DC.
- Campanula patula subsp. neglecta (A.DC.) O.Schwarz
- Campanula semisphaerica Pau[5][6]